# 1210

## Esdeveniments
- L'arquebisbe catòlic de París, Pierre Corbeil prohibeix la lectura i l'ensenyament de la filosofia natural d'Aristòtil a la Sorbonne sota pena d'excomunió.[1]
- El papa aprova la fundació dels franciscans
- S'escriu el Roman de la Rose, una de les fites de la literatura francesa medieval.
- 29 d'abril - Berenguer de Correa fa donació al Monestir de Santa Maria de Bellpuig de les Avellanes, del prat de Mallola amb la Font de la Mallola i el castell de la Tosca amb tots els seus termes i pertinences.
- 15-22 de juliol: Setge de Menerba durant la Croada albigesa.[2]
- 1 d'agost - 23 de novembre: Setge de Tèrme durant la Croada albigesa.[3]